# 身延鑑
身延鑑（みのぶかがみ）は、身延山久遠寺の参詣案内書として印刷されたガイドブック、名所図会、地誌であり、参詣の土産として売られていたものである。表紙には『新刊身延鑑』、巻頭大題は『身延山根元記』となっている。

## 概要
初版は1685年（貞享2年）。版元は松会市郎兵衛。

### 作者
著作者名は書かれておらず、巻頭の身延山根元記序文にも署名がない。巻末には洛陽之沙門とあるので、この人物が著者かと推測されているが誰なのかは明らかになっていない。

### 版権所有者
1685年（貞享2年）の出版は、松会市郎兵衛が版元となっているが、1762年（宝暦12年）の版では、身延の有力者である波木井織部が版権を所有したことが分かる。

### 内容
「目録」と題して以下の目次10章が掲げられる。まず、甲斐国巨摩郡波木井郷にある日蓮宗の本山である身延山久遠寺の由来、つぎに堂宇所在、霊宝、七面明神のこと、宿坊の名称、祖師以来歴代聖人号、当山三首の歌、公方代々制札、波木井六郎帰依のこと、大野本遠寺開創のことを一老僧の談話として述べる形式になっている。

### 挿絵
書誌学者の川瀬一馬は、挿絵は菱川師宣としているが、和田万吉は菱川派風として師宣とは断定せず、さらに師宣の長男で師宣風の絵を描いた師房によるとする説もある。川瀬は貞享2年松会市郎兵衛による初版本は師宣の絵であるが、宝暦12年版では版画の彫りが悪くなって師宣の版画とは思われない状態であるとしている。参考文献の貞享2年版と宝暦12年版を並べて比較して見ると、たしかに挿絵の彫りが違っており、挿絵の版木は彫り直された可能性がある。

### 宝蔵に読者が注目
目次の3番目にあたる霊宝について述べた部分には、国文学史上注目されるお宝が記載されている。川瀬一馬は、「昭和初年の身延山訪書記を書誌学誌上に発表したら、すぐに佐佐木信綱博士からお尋ねがきて、『身延鑑』に藤原俊成・定家両筆の万葉集が宝物の中にあると出ているが、今でもあるかどうか」と国文学者、歌人である佐佐木信綱から問い合わせてきたことを述べている。